# حویلی

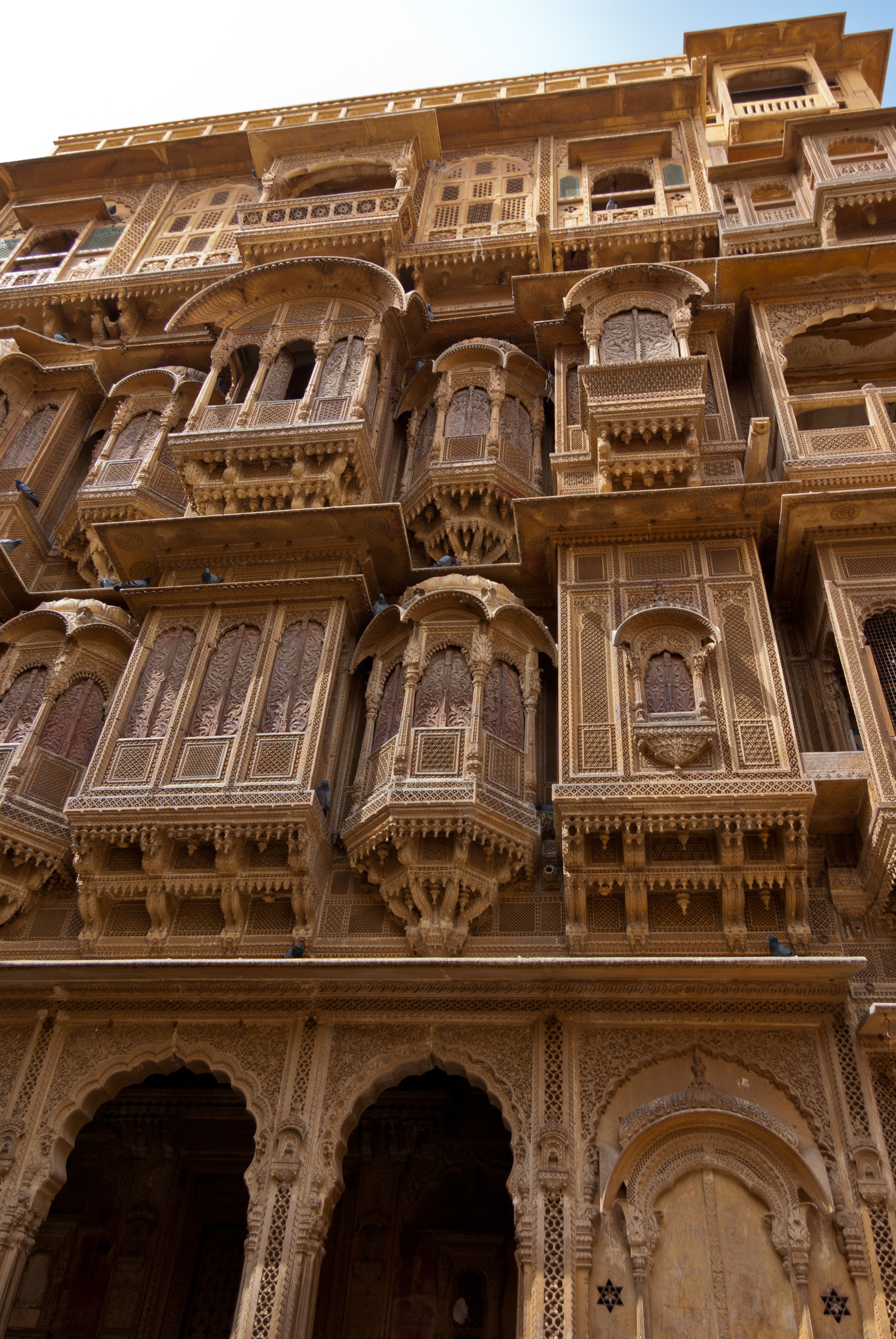
پاتوان جی کی حویلی، جیسلمیر، راجستان، هند

حویلی (اردو: حویلی، هندی: हवेली) یک خانه یا عمارت سنتی در شبه‌قاره هند است که معمولاً دارای اهمیت تاریخی و معماری است. حویلی که از کلمهٔ عربی حوالی گرفته شده‌است، به معنی «فضای جداسازی شده» یا «فضای خصوصی» است. این واژه در دوران امپراتوری گورکانی رایج شد و در آن زمان بارِ معماری نداشت. بعداً، کلمه حویلی به عنوان اصطلاح عمومی برای سبکهای مختلف عمارتهای منطقه‌ای، شهرکی و معابد در شبه قاره هند مورد استفاده قرار گرفت.